# Magritte/Bestes Drehbuch

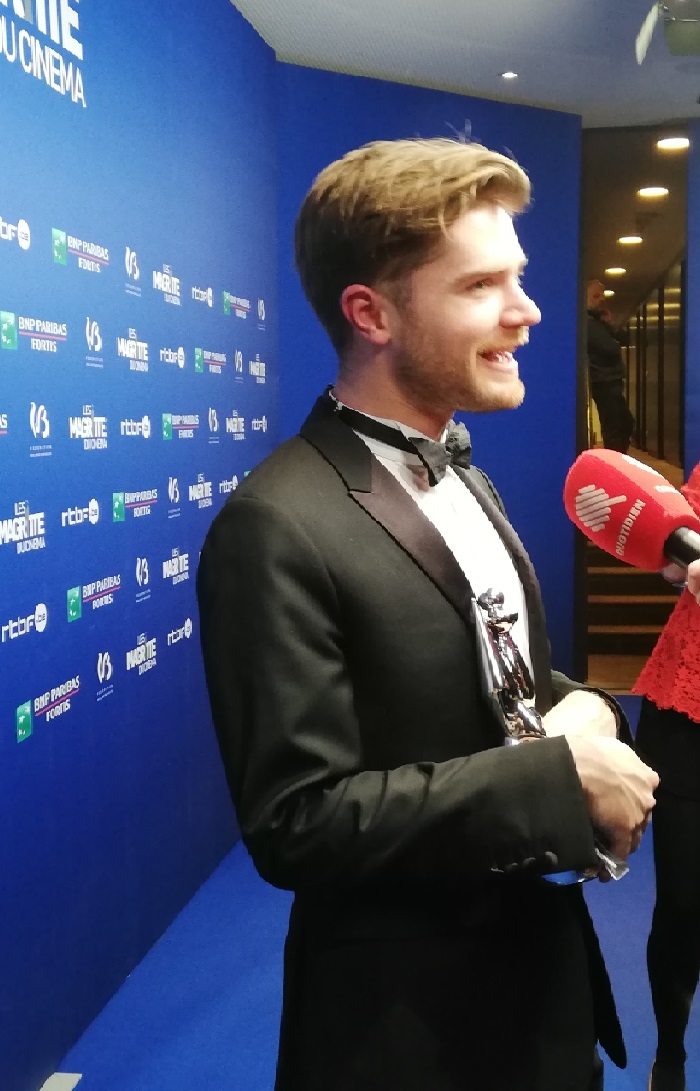
Preisträger von 2019 und 2023: Lukas Dhont mit dem Magritte (2019)

Gewinner und Nominierte des belgischen Filmpreises Magritte in der Kategorie Bestes Drehbuch (Meilleur scénario; früher: Meilleur scénario original ou adaptation) seit der ersten Verleihung im Jahr 2011. Ausgezeichnet werden die besten Drehbuchautoren einheimischer Filmproduktionen des vergangenen Kinojahres.
| Statistik                         | Name             | Anzahl | Jahr                   |
| --------------------------------- | ---------------- | ------ | ---------------------- |
| Häufigste Auszeichnungen          | Lucas Belvaux    | 2      | 2013, 2015             |
| Häufigste Auszeichnungen          | Lukas Dhont      | 2      | 2019, 2023             |
| Häufigste Auszeichnungen          | Angelo Tijssens  | 2      | 2019, 2023             |
| Häufigste Auszeichnungen          | Jaco Van Dormael | 2      | 2011, 2016             |
| Häufigste Nominierungen           | Joachim Lafosse  | 4      | 2011, 2013, 2017, 2022 |
| Häufigste Nominierungen ohne Sieg | Joachim Lafosse  | 4      | 2011, 2013, 2017, 2022 |

Die unten aufgeführten Filme werden mit ihrem deutschen Verleihtitel (sofern vorhanden) angegeben. Danach folgt in Klammern und in kursiver Schrift der Originaltitel. Vorn steht der Name des Drehbuchautors.

## 2010er Jahre
2011
Jaco Van Dormael – Mr. Nobody
- Joachim Lafosse und François Pirot – Privatunterricht (Élève libre)
- Olivier Masset-Depasse – Illegal (Illégal)
- Nabil Ben Yadir,  Laurent Brandenbourger und Sébastien Fernandez – Les Barons

2012
Michaël R. Roskam – Bullhead (Rundskop)
- Philippe Blasband – Die anonymen Romantiker (Les Émotifs anonymes)
- Jean-Pierre und Luc Dardenne – Der Junge mit dem Fahrrad (Le Gamin au vélo)
- Bouli Lanners und Élise Ancion – Kleine Riesen (Les Géants)

2013
Lucas Belvaux – 38 témoins
- Joachim Lafosse und Matthieu Reynaert – À perdre la raison
- François Pirot, Maarten Loix und Jean-Benoît Ugeux – Mobile Home
- Patrick Ridremont und Jean-Sébastien Lopez – Dead Man Talking

2014
Philippe Blasband und Anne Paulicevich – Tango Libre (Tango libre)
- Peter Brosens und Jessica Woodworth – Die fünfte Jahreszeit (La Cinquième saison)
- Sam Garbarski und Philippe Blasband – Vijay und ich – Meine Frau geht fremd mit mir (Vijay and I)
- Fien Troch – Kid

2015
Lucas Belvaux – Nicht mein Typ (Pas son genre)
- Jean-Pierre und Luc Dardenne – Zwei Tage, eine Nacht (Deux jours, une nuit)
- Yolande Moreau – Henri
- Nabil Ben Yadir – La Marche

2016
Jaco Van Dormael und Thomas Gunzig – Das brandneue Testament (Le Tout nouveau testament)
- Antoine Cuypers und Antoine Wauters – Préjudice
- Fabrice Du Welz und Vincent Tavier – Alleluia – Ein mörderisches Paar (Alleluia)
- Guillaume Malandrin und Stéphane Malandrin – Ich bin tot, macht was draus! (Je suis mort mais j’ai des amis)

2017
Xavier Seron – Wenn ich es oft genug sage, wird es wahr! (Je me tue à le dire)
- Joachim Lafosse – Die Ökonomie der Liebe (L’Économie du couple)
- Bouli Lanners – Das Ende ist erst der Anfang (Les Premiers les derniers)
- Guillaume Senez und David Lambert – Keeper

2018
Philippe Van Leeuw – Innen Leben (Insyriated)
- Lucas Belvaux – Das ist unser Land! (Chez nous)
- Peter Brosens und Jessica Woodworth – King of the Belgians
- Stephan Streker – Noces

2019
Lukas Dhont und Angelo Tijssens – Girl
- Sam Garbarski – Es war einmal in Deutschland …
- Olivier Meys und Maarten Loix – Bittere Blumen (Bitter Flowers)
- Guillaume Senez – Unsere Kämpfe (Nos batailles)

## 2020er Jahre
2020
Olivier Masset-Depasse und Giordano Gederlini – Duelles
- Jean-Pierre und Luc Dardenne – Young Ahmed (Le Jeune Ahmed)
- César Díaz – Nuestras madres
- Laurent Micheli – Lola und das Meer (Lola vers la mer)

2021
nicht vergeben

2022
Ann Sirot und Raphaël Balboni – Madly in Life (Une vie démente)
- Joachim Lafosse, Juliette Goudot, Anne-Lise Morin, François Pirot, Lou du Pontavice, Chloé Léonil und Pablo Guarise  – Die Ruhelosen (Les Intranquilles)
- Anne Paulicevich – Freudenmädchen (Filles de joie)
- Laura Wandel – Un monde

2023
Lukas Dhont und Angelo Tijssens – Close
- Bouli Lanners – Nobody Has to Know
- Julie Lecoustre und Emmanuel Marre – Zero Fucks Given – Lebe den Tag, liebe das Leben (Rien à foutre)
- Nabil Ben Yadir und Antoine Cuypers – Animals

2024
Emmanuelle Nicot – Dalva
- Baloji – Omen (Augure)
- Raphaël Balboni und Ann Sirot – Le syndrome des amours passées
- Clara Bourreau und Zeno Graton – Le Paradis

2025
Michiel Blanchart – Night Call – Überlebe die Nacht (La Nuit se traîne)
- Delphine Girard – Durch die Nacht (Quitter la nuit)
- Jawad Rhalib, David Lambert und Chloé Léonil – Amal
- Xavier Seron – Chiennes de vie